# Bulbophyllum pachypus
Bulbophyllum pachypus är en orkidéart som beskrevs av Rudolf Schlechter. Bulbophyllum pachypus ingår i släktet Bulbophyllum och familjen orkidéer. Inga underarter finns listade i Catalogue of Life.